# Iwan Markowski
Iwan Markowski (bulgarisch Иван Марковски; * 18. August 1935 in Sofia) ist ein ehemaliger bulgarischer Eishockeyspieler. 

## Karriere
Iwan Markowski nahm für die bulgarische Nationalmannschaft an den Olympischen Winterspielen 1976 in Innsbruck teil. Mit seinem Team belegte er den zwölften und somit letzten Platz. Er selbst kam im Turnierverlauf in fünf Spielen zum Einsatz. 